# Банські двори
45°48′58.5″ пн. ш. 15°58′24.5″ сх. д. / 45.816250° пн. ш. 15.973472° сх. д.
Банські двори (хорв. Banski dvori, МФА: [bâːnskiː dvɔ̌ːri], палац бана) — назва історичної будівлі у столиці Хорватії місті Загребі; це історична офіційна резиденція банів, які були хорватськими віце-королями після 1102 року; у теперішній час будівлю займає Уряд Республіки Хорватії. 
Розташовані на західній стороні площі святого Марка (буд. № 1) у загребському середмісті.
Банські двори — це довга, двоповерхова барокова будівля, побудована за часів бана Ігнаца Д'юлаї (угор. Ignaz Gyulai, хорв. Ignjat Đulaj Іґнят Джулай) у першій половині XIX століття. 

## Історія
Будівля була резиденцією хорватських банів з 1809 до 1918 року, звідси й назва Банські двори, що буквально означає «палац бана». 
Під час Другої світової війни в Незалежній Державі Хорватія (1941—45) він правив штаб-квартирою поглавника держави (хорв. poglavnik) Анте Павелича, і, відповідно, називався «Поглавникові двори» (хорв. Poglavnikovi Dvori, тобто «палац поглавника»). 
У часи СФРЮ (1945—1991) будинок був офіційною резиденцією керівництва Соціалістичної Республіки Хорватії. 
У травні 1990 року Банські двори стали офіційною резиденцією хорватського уряду. 
7 жовтня 1991 року під час Війни Хорватії за незалежність у ході бомбардування Загреба будівля Банських Дворів була пошкоджена в результаті сильного вибуху. Пізніше провину за інцидент було покладено на ЮНА, сили якої поцілили ракетою по будівлі, намагаючись знищити Франьо Туджмана, новообраного Президента Хорватії; Стипе Месича, тодішнього голову Президії Югославії та Анте Марковича, югославського прем'єр-міністра — усім їм пощастило вижити. Наступного ж дня після вибуху в Банських дворах, Парламент Хорватії оголосив про відновлення хорватської незалежності, і ця дата нині відзначається як державне свято в Хорватії. 
У 1992 році Президент Хорватії переніс свою резиденцію у президентський палац на Пантовчаку (Pantovčak).

## Галерея

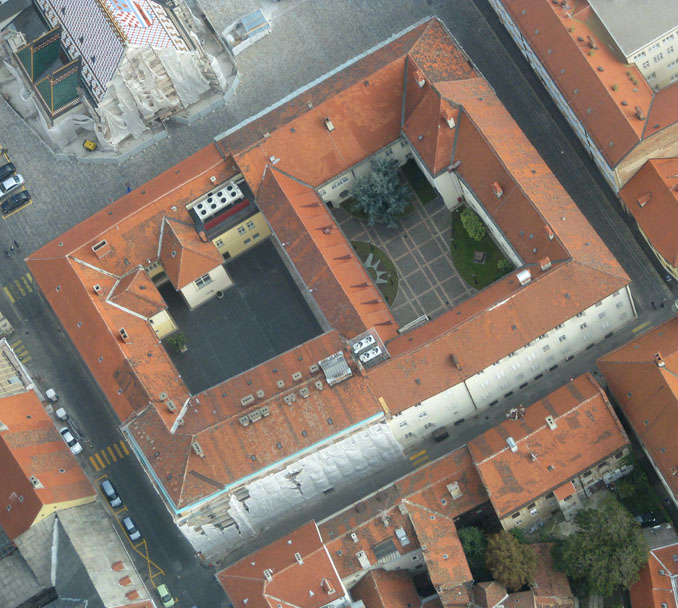
Банські двори на пл. св. Марка (вид з повітря)
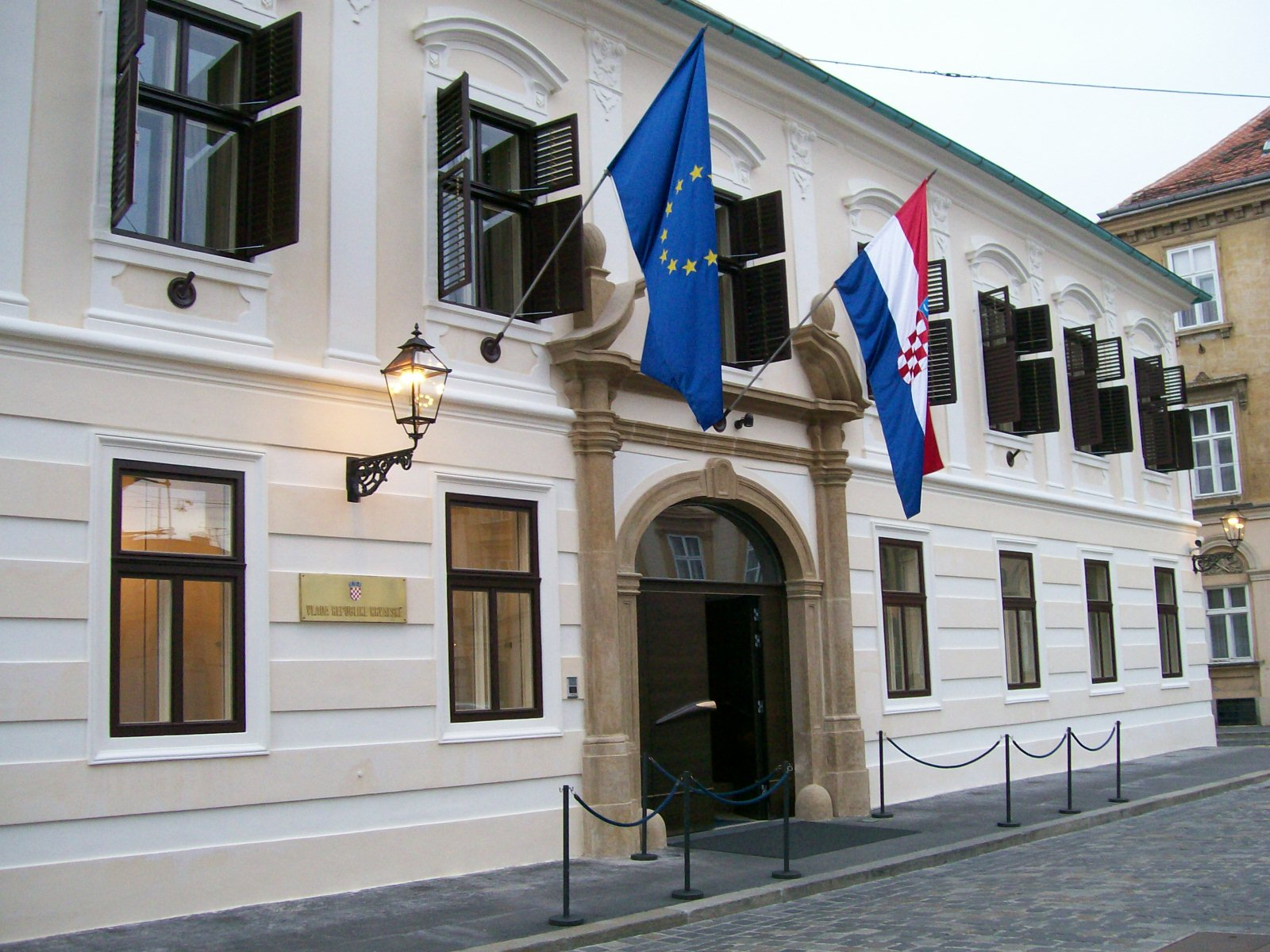
Північний фасад будівлі
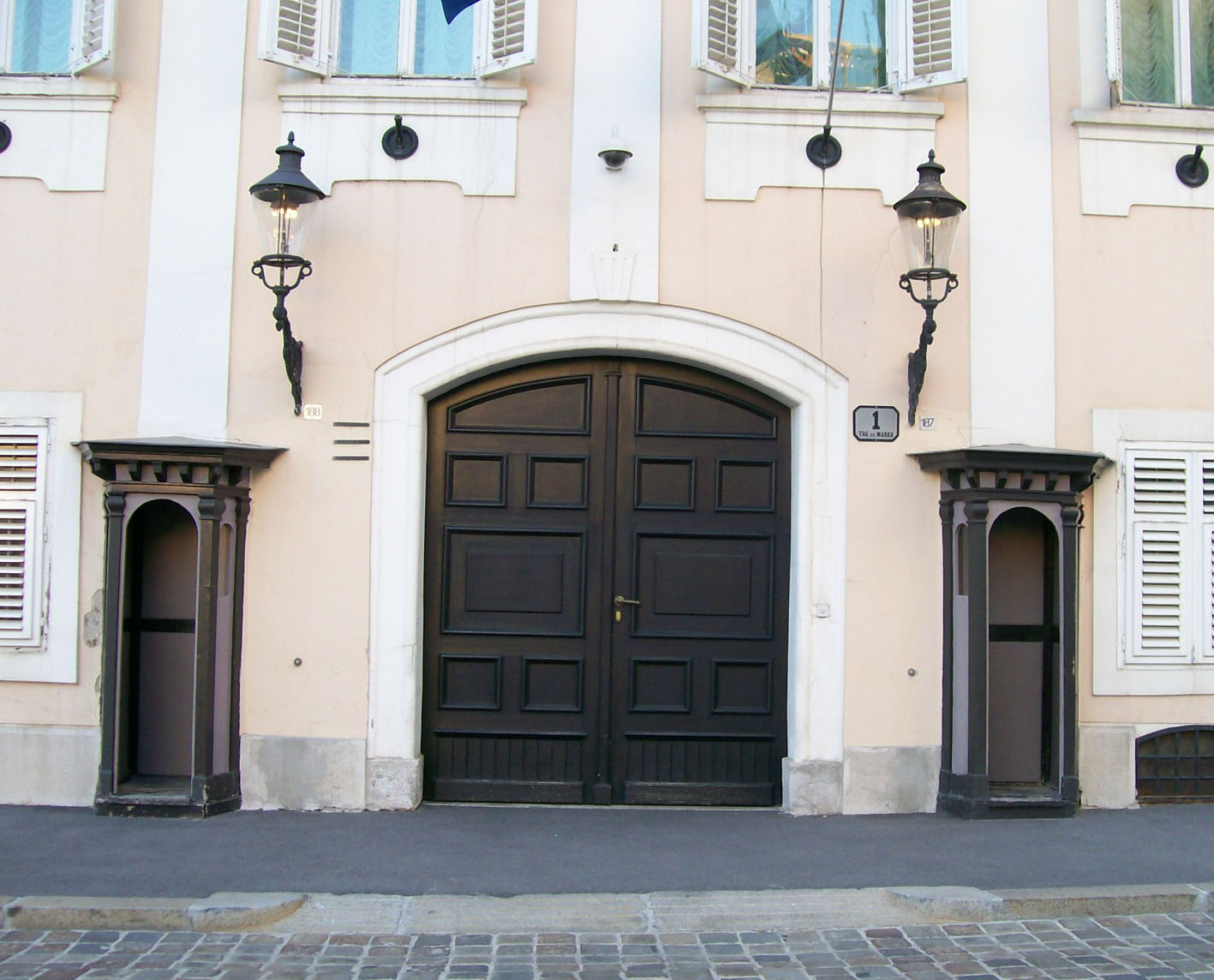
Центральний вхід до Банських дворів
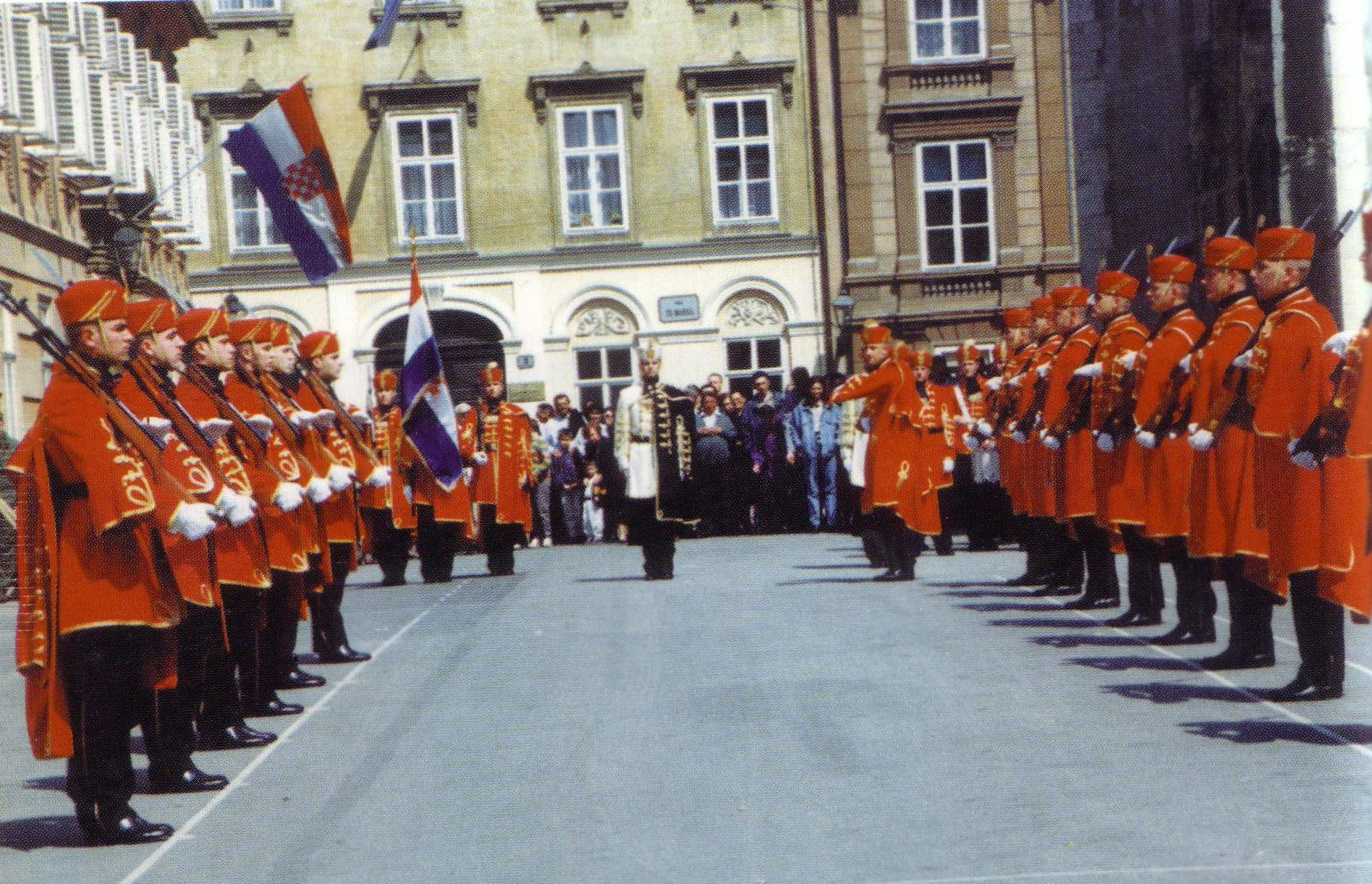
Зміна почесної варти перед Будинком Уряду РХ, сер. 1990-х